# Katzenmoosbahn
De Katzenmoosbahn, officieel de 2er Katzenmoos genoemd, is een skilift in het Oostenrijkse skigebied Ski Zillertal 3000 die het mogelijk maakt om vanaf de zwarte piste 12 en vanaf de rode piste 12a weer terug de berg Penkenjoch op te gaan.
De lift heeft 242 banken, waarin elk twee personen gedragen kunnen worden. De lift heeft een hoogteverschil van 500 meter. De lift verplaatst zich met 2,3 meter per seconde, en het duurt dan ook 11 minuten en 10 seconden voordat de afstand van 1541 meter is afgelegd.
Bestaande kabelbanen:
150er Tux
· 4er Fernerhaus
· 8er Sommerberg
· 8SB Ahorn
· Ahornbahn
· DSB Ebenwald
· Eggalm-Nord
· Eggalmbahn
· Finkenberger Almbahn
· Finkenberger Almbahn II
· 6SB Gerent
· GletscherBus I
· GletscherBus II
· GletscherBus III
· 4SB Sunliner
· Horbergbahn
· 8SB Horbergjoch
· Katzenmoosbahn
· 6SB Knorren
· Kombibahn Penken
· Lämmerbichl
· Lärchwald Express
· 6SB Lattenalm
· 4SB Nordhang
· Penken-Express
· Penkenbahn
· Rastkogelbahn
· 6SB Schneekar
· 8SB Tappenalm
· 6SB Unterbergalm
· 6SB Wanglspitz

Verwijderde of vervangen liften:
3SB Penken